# Neochalcedonizm
Neochalcedonizm – prąd w chrystologii VI w., w którym dokonywano reinterpretacji formuły chrystologicznej Soboru Chalcedońskiego w duchu teologii Cyryla Aleksandryjskiego, czyli akcentując jedność natur Chrystusa.
Sobór Chalcedoński, mimo iż był największym soborem starożytności i stawiał sobie za cel ujednolicenie wiary dotyczącej Jezusa Chrystusa w całym Cesarstwie Bizantyjskim, to nie doprowadził on jednak do zgody, ale stał się początkiem zażartych sporów. Kościół Zachodni bez większych oporów podporządkował się definicji chalcedońskiej, ale na Wschodzie formuła o "dwóch naturach" Chrystusa stała się przyczyna kontrowersji. W zależności od stanowiska zajmowanego wobec tej formuły, jak i wobec wypowiedzi Cyryla Aleksandryjskiego, wyodrębniły się trzy grupy teologów wschodnich:
1) tzw. "monofizyci", którzy nie byli uczniami Eutychesa, ale fanatycznymi zwolennikami po monofizycku brzmiących wypowiedzi Cyryla oraz przeciwnikami mówienia o dwóch naturach Chrystusa. W pewnym momencie stali się najpoważniejszą siłą w Kościele Wschodnim.
2) tzw. "nestorianie" (albo "dyofizyci"). Nie byli oni uczniami albo zwolennikami Nestoriusza, ale widzieli w formule chalcedońskiej odrzucenie tez Cyryla i podkreślali mocno prawdę o dwóch naturach w Chrystusie.
3) trzecia grupa to "neochalcedończycy", którzy uważali, że Sobór Chalcedoński potępił Eutychesa i jego teorie, ale nie miał zamiaru negować istotnych twierdzeń Cyryla. Neochalcedonizm był więc próbą przedstawienia definicji chalcedońskiej tak, aby nie stała ona w sprzeczności z teologią Cyryla.
Duże zasługi dla neochalcedonizmu położył cesarz Justynian I Wielki, który próbował nakłonić teologów do dwóch spraw:
1) zaaprobowania koncepcji mnichów scytyjskich, obecnej w Rzymie i w Konstantynopolu, a wyrażonej w formule: unus de Trinitate passus est (jeden z Trójcy cierpiał), która miała podkreślić jedność podmiotu (boskiego) w Chrystusie.
2) pogodzenia formuły chalcedońskiej w dwóch naturach z formułą Cyryla jedna natura Słowa Boga wcielona. Cesarz chciał w ten sposób uzyskać zbieżność stanowisk, pokonując rozbieżności terminologiczne.
Rozwiązań teologicznych dostarczył Leoncjusz z Jerozolimy, zwany Leoncjuszem Bizantyjczykiem, mnich i polemista tej epoki i teologiczny doradca cesarza. Według niego w Chrystusie jedyną hipostazą jest odwieczna hipostaza Logosu. Co do natury ludzkiej Chrystusa, to nie istniała ona nigdy w ludzkiej hipostazie, ale zaczęła istnieć i istnieje w hipostazie Logosu. Leoncjusz utożsamia więc hipostazę, która jednoczy naturę boską i naturę ludzką Chrystusa z preegzystującą hipostazą Słowa. Logos niejako włącza naturę ludzką w swoją hipostazę boską. Chociaż natura ludzka nie posiada własnej hipostazy (osoby), to jednak posiada wszelkie przymiotu człowieczeństwa. Opisany tu akt nosi nazwę enhipostazji i nie powoduje żadnego uszczerbku w naturze ludzkiej, ale raczej jest jej wyniesieniem.